# روبرت فيكرز
روبرت فيكرز (بالإنجليزية: Robert Vickers)‏ هو عازف قيثارة أسترالي، ولد في 25 نوفمبر 1958.